# Comté de McPherson (Nebraska)
Pour les articles homonymes, voir Comté de McPherson et McPherson.
Le comté de McPherson est un comté de l'État du Nebraska, aux États-Unis.